# Wilhelm von Sell

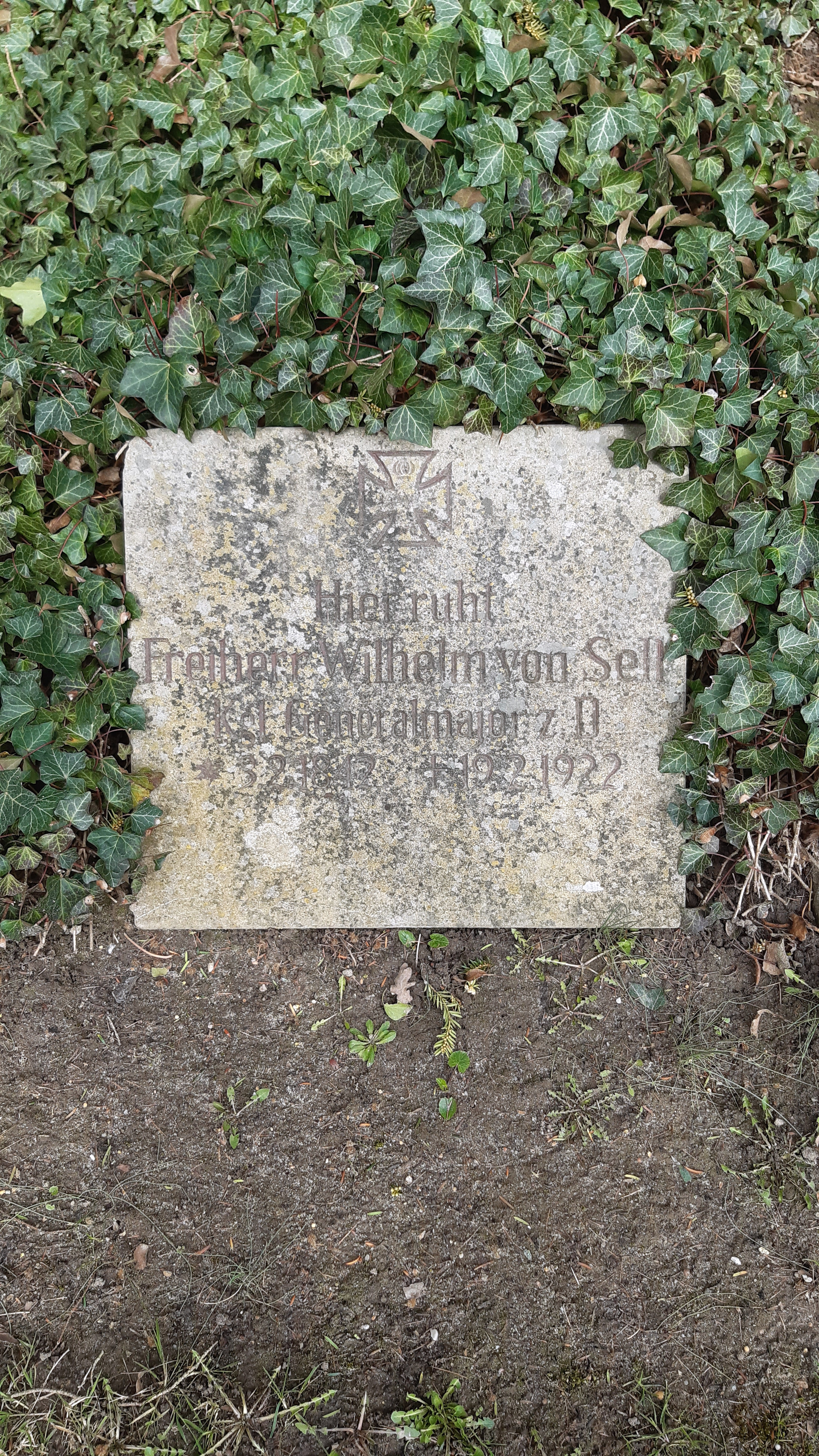
Grabstein auf dem Bornstedter Friedhof in Potsdam.

Wilhelm Ludwig Bernhard Adolf Freiherr von Sell (* 3. Februar 1842 in Ludwigslust; † 19. Februar 1922 in Neubabelsberg) war ein preußischer Generalmajor.

## Leben

### Herkunft
Er war der Sohn des mecklenburgischen Generals der Infanterie Adolf von Sell (1797–1891) und dessen Ehefrau Sophie, geborene Freiin von Massenbach (1804–1842).

### Militärkarriere
Sell besuchte die Kadettenanstalten in Potsdam und Berlin. Anschließend wurde er am 1. Mai 1858 als Sekondeleutnant dem Kaiser Franz Grenadier-Regiment der Preußischen Armee überwiesen. Anlässlich des Januaraufstandes wurde Sell vom 8. Februar bis zum 9. April 1863 zum 3. Garde-Grenadier-Regiment „Königin Elisabeth“ kommandiert und nahm mit diesem Verband an der Sicherung der Grenze zum Kongresspolen teil. Ab 1. Oktober 1865 absolvierte er die Kriegsakademie. Seine Studien musste er jedoch aufgrund des Krieges gegen Österreich im folgenden Jahr unterbrechen. Sell kam daraufhin mit seinem Regiment bei Alt-Rognitz sowie in der Schlacht bei Königgrätz zum Einsatz. Für seine Leistungen wurde er am 20. September 1866 mit dem Kronenorden IV. Klasse mit Schwertern ausgezeichnet.
Nach dem Friedensschluss kehrte er an die Kriegsakademie zurück, wurde am 22. März 1868 Premierleutnant und beendete seine Ausbildung zum 31. Juli 1868. Im Jahr darauf kommandierte man Sell für ein Jahr zum Großen Generalstab. Bei der Mobilmachung 1870 anlässlich des Krieges gegen Frankreich wurde Sell mit der Führung der 7. Kompanie seines Regiments beauftragt. In der Schlacht bei Gravelotte konnte er sich besonders bewähren, musste jedoch verletzt sein Kommando abgeben. Nach seiner Gesundung nahm er an der Belagerung von Paris sowie den Kämpfen bei Bondy und Le Bourget teil. Ausgezeichnet mit dem Eisernen Kreuz II. Klasse gab Sell nach der Demobilisierung die Kompanie wieder ab, war drei Jahre lang persönlicher Adjutant von Friedrich August, Erbgroßherzog von Oldenburg und wurde im März 1872 zum Hauptmann befördert. Nach seiner Rückkehr in das Regiment stieg Sell am 23. Januar 1875 zum Kompaniechef auf, erhielt am 12. Juni 1883 den Charakter als Major sowie am 29. August 1883 das Patent zu diesem Dienstgrad. Vom 4. Dezember 1883  bis zum 11. Juni 1886 war er zur Dienstleistung bei der Direktion der Kriegsakademie kommandiert und wurde anschließend zum Kommandeur des II. Bataillons im 4. Thüringischen Infanterie-Regiment Nr. 72 in Torgau ernannt. Am 14. Dezember 1889 beauftragte man ihn mit der Funktion des etatmäßigen Stabsoffiziers im Grenadier-Regiment „König Friedrich Wilhelm I.“ (2. Ostpreußisches) Nr. 3. Mit der Beförderung zum Oberstleutnant am 27. Januar 1890 folgte seine Bestätigung in dieser Funktion.
Unter Stellung à la suite des 6. Pommerschen Infanterie-Regiments Nr. 49 beauftragte man Sell am 23. Februar 1892 mit der Führung dieses Verbandes. Am 29. März 1892 wurde er Oberst und Regimentskommandeur. Unter Stellung à la suite des Regiments gab er das Kommando am 31. März 1895 ab und wurde zum Kommandanten von Thorn ernannt. In dieser Stellung erhielt er am 18. April 1896 den Charakter als Generalmajor und wurde zwei Monate später zum Kommandanten von Glatz ernannt. Am 22. Juli 1900 wurde Sell schließlich unter Verleihung des Sterns zum Kronenorden II. Klasse mit Schwertern am Ringe und mit der gesetzlichen Pension zur Disposition gestellt.

### Familie
Sell hatte sich am 23. April 1881 in Marienwalde mit Hedwig von Rosenstiel (* 1860) verheiratet. Aus der Ehe gingen vier Söhne hervor:
- Friedrich Adolf Ludwig (1882–1918), zuletzt Kapitänleutnant und Navigationsoffizier auf dem Kleinen Kreuzer Midilli
- Ulrich (1884–1945), deutscher Offizier
- Adolf Friedrich Franz Kurt (1885–1915), zuletzt Oberleutnant zur See im 4. Matrosen-Regiment
- Wilhelm Adolf Ludwig August (1887–1914), zuletzt Leutnant der Reserve im Husaren-Regiment „von Zieten“ (Brandenburgisches) Nr. 3

Sell ist in einer Familiengrabanlage im Historischen Teil I des Bornstedter Friedhof in Potsdam begraben.